# Березовка (Первомайський район, Алтайський край)
Бере́зовка (рос. Берёзовка) — село у складі Первомайського району Алтайського краю, Росія. Адміністративний центр Березовської сільської ради.

## Населення
Населення — 4588 осіб (2010; 3916 у 2002).
Національний склад (станом на 2002 рік):
- росіяни — 95 %